# Zemeljska postaja
Zemeljska postaja je radijska postaja na Zemljinem površju, ki služi za komunikacijo z vesoljskimi plovili s pomočjo paraboličnih anten. Te vzpostavijo povezavo z vesoljskim plovilom v vnaprej določenem frekvenčnem območju mikrovalov. Specializirane sledilne postaje so namenjene komunikaciji s sateliti, v glavnem komunikacijskimi sateliti, druge pa komunicirajo z vesoljskimi postajami ali sondami izven Zemljine orbite. S sond pridobivajo podatke o telemetriji in odčitkih tipal, pošiljajo pa ukaze za daljinsko upravljanje. V primeru komunikacijskih satelitov delujejo tudi kot terminali, ki pretvarjajo signale med satelitom in kopenskim telekomunikacijskim omrežjem.
Ker potujejo elektromagnetni valovi v ravni črti, mora biti plovilo v vidnem polju zemeljske postaje, da lahko poteka komunikacija med njima. Sateliti v geostacionarni orbiti so za opazovalca z Zemlje ves čas na isti točki, zato je lahko antena zemeljske postaje ves čas obrnjena v isto smer. V primeru plovil v drugih orbitah ali sond, ki potujejo stran od Zemlje, pa mora oprema zemeljske postaje natančno slediti položaju plovila in komunicira le, ko je ta nad obzorjem. Prehod plovila (angleško pass) nad zemeljsko postajo je ključen pojem v vesoljski tehniki. Izven vidnega polja mora plovilo preklopiti na drugo zemeljsko postajo, zato so ti centri posejani po vsem svetu, zlasti na vzpetinah, odmaknjenih lokacijah, kjer je manj elektromagnetnih motenj, na obalah in v komunikacijskih središčih v urbanih območjih.